# 1971 a filmművészetben
- 1970-től mind hitelesebb a férfi és a nő közötti kapcsolat különböző fajtáinak, a vágyakozás ábrázolása a magyar filmekben.
- Egy rövidebb, egykötetes előzmény után az Akadémiai Kiadó megjelenteti a gazdag anyagot tartalmazó kétkötetes Új Filmlexikont Ábel Péter szerkesztésében. Másfél ezer oldalon 3-4000 címszó, 2000 kép és több mint 20 000 magyar és idegen filmcím található meg benne.

## Események
- április 15. – George C. Scott megtagadja a legjobb férfi színésznek járó Oscar-díj átvételét, amelyet a Patton című filmért kapott.
- április 18. – Peter Riel, Hark Bohm, Uwe Brandner, Michael Fengler, Veith von Fürstenberg, Florian Furtwangler, Hans Werner Geissendörfer, Peter Lilienthal, Hans Noever, Thomas Schamoni, Laurenz Straub, Volker Vogeler és Wim Wenders megalapítják a Filmverlag der Autoren (szerzők filmkiadója) nevű vállalkozást. Maguk irányítják filmjeik gyártását és forgalmazását.
- május 27. – A Cannes-i Nemzetközi Filmfesztivál 25. évfordulóját ünnepli. Ebből az alkalomból 2 fődíjat adtak ki.
- november 2. – Richard Zanuck, a 20th Century Fox elnöke és David Brown, egykori alelnöke „törvényellenes elbocsátásuk” miatt bepereli a filmtársaságot, 14,5 illetve 7,7 millió dollár kártérítést követelnek.

## Sikerfilmek
Észak-Amerika
1. Kamaszkorom legszebb nyara (Summer of '42) – rendező Robert Mulligan
2. Testi kapcsolatok (Carnal Knowledge) – rendező Mike Nichols
3. Willard – rendező Daniel Mann
4. Az Androméda-törzs (The Andromeda Strain) – rendező Robert Wise
5. Jake visszalő – rendező George Sherman
6. Hegedűs a háztetőn (Fiddler on the Roof) – rendező Norman Jewison
7. Piszkos Harry (Dirty Harry) – rendező Don Siegel
8. A kórház – rendező Arthur Hiller

## Magyar filmek
- Agitátorok – rendező Magyar Dezső
- Férfijáték – rendező András Ferenc
- A gyilkos a házban van – rendező Bán Róbert
- A gyáva – rendező Mihályfi Imre
- Hahó, Öcsi! – rendező Palásthy György
- A halhatatlan légiós, akit csak péhovárdnak hívtak – rendező Somló Tamás
- Hangyaboly – rendező Fábri Zoltán
- Horizont – rendező Gábor Pál
- Jelenidő – rendező Bacsó Péter
- Kitörés – rendező Bacsó Péter
- A legszebb férfikor – rendező Simó Sándor
- A lőrinci fonóban – rendező Mészáros Márta
- Madárkák – rendező Böszörményi Géza
- Meztelen vagy – rendező Gyöngyössy Imre
- Prés – rendező Maár Gyula
- A próba – rendező Gábor Pál
- Reménykedők – rendező Rényi Tamás
- Staféta – rendező Kovács András
- Szerelem – rendező Makk Károly
- Szindbád – rendező Huszárik Zoltán
- Sárika, drágám – rendező Sándor Pál
- A sípoló macskakő – rendező Gazdag Gyula
- Tanítókisasszonyok – rendező Rózsa János
- Tisztelet az öregasszonyoknak – rendező Huszárik Zoltán
- Tisztelt cím – rendező Gyarmathy Lívia
- Végre, hétfő! – rendező Kenyeres Gábor

## Díjak, fesztiválok
Oscar-díj (április 15.)
- Film:Patton
- Rendező: Franklin J. Schaffner – Patton
- Férfi főszereplő: George C. Scott – Patton
- Női főszereplő: Glenda Jackson – Szerelmes asszonyok
- Külföldi film: Vizsgálat egy minden gyanú felett álló polgár ügyében – Olaszország

1971-es cannes-i filmfesztivál
Velencei Nemzetközi Filmfesztivál
1969–1978 között nem adtak ki díjakat
Berlini Nemzetközi Filmfesztivál (június 25. – július 6.)
- Arany Medve: Finzi Continiék kertje – Vittorio de Sica
- Rendező: nem adtak ki díjat
- Férfi főszereplő: Jean Gabin – A macska
- Női főszereplő: Shirley MacLaine – Elszánt jellemek és Simone Signoret – A macska

## Születések
- február 17. – Denise Richards, színésznő
- március 31. – Ewan McGregor, színész
- április 18. – David Tennant
- május 14. – Sofia Coppola, rendező
- augusztus 31. – Chris Tucker, színész
- október 29. – Winona Ryder, színésznő
- november 25. – Christina Applegate, színésznő

## Halálozások
- január 5. – Douglas Shearer hangmérnök
- január 15. – John Dall színész
- február 26. – Fernandel színész
- március 8. – Harold Lloyd humorista
- március 15. – Bebe Daniels színésznő
- március 24. – Kiss Manyi színésznő
- május 1. – Glenda Farrell színésznő
- május 27. – Chips Rafferty színész
- május 28. – Audie Murphy színész
- július 6. – Louis Armstrong zenész, színész
- július 23. – Van Heflin színész
- augusztus 15. – Paul Lukas színész
- szeptember 7. – Spring Byington színésznő
- szeptember 10. – Pier Angeli színésznő
- szeptember 11. – Bella Darvi színésznő
- október 11. – Chester Conklin színész
- november 17. – Gladys Cooper színésznő
- december 13. – Dita Parlo színésznő
- december 18. – Diana Lynn színésznő
- december 28. – Max Steiner zeneszerző
- december 30. – Dorothy Comingore színésznő
- december 31. – Pete Duel színész

## Filmbemutatók
- Ágygömb és seprűnyél – rendező Robert Stevenson
- Billy Jack – rendező Tom Laughlin
- Bolondos újoncok – rendező Claude Zidi
- Cárok végnapjai – rendező Franklin J. Schaffner
- Csakazértis nagypapa – rendező Jack Lemmon
- Dekameron – rendező Pier Paolo Pasolini
- Egy marék dinamit  – rendező Sergio Leone
- Francia kapcsolat – főszereplő Gene Hackman – rendező William Friedkin
- Godzsira tai Hedora – rendező Yoshimitsu Banno
- Gyémántok az örökkévalóságnak – rendező Guy Hamilton
- Halál Velencében – rendező Luchino Visconti
- Kétsávos országút – rendező Monte Hellman
- Macbeth – rendező Roman Polański
- McCabe & Mrs. Miller – rendező Robert Altman
- Mechanikus narancs – rendező Stanley Kubrick
- Minden lében két kanál – (filmsorozat) főszerepben: Roger Moore és Tony Curtis
- Ördögök (The Devils) – rendező Ken Russell
- Pénzes asszony kerestetik – főszereplő Walter Matthau, Elaine May
- Piszkos Harry – főszereplő Clint Eastwood
- Shaft – rendező Gordon Parks
- Szalmakutyák – rendező Sam Peckinpah
- Száguldás a semmibe – rendező Richard C. Sarafian
- Szökés a majmok bolygójáról – rendező Don Taylor
- Testi kapcsolatok – rendező Mike Nichols
- Az utolsó mozielőadás – rendező Peter Bogdanovich
- Valami nagy – rendező Andrew V. McLaglen
- Willy Wonka és a csokigyár – rendező Mel Stuart